# Isis Taylor

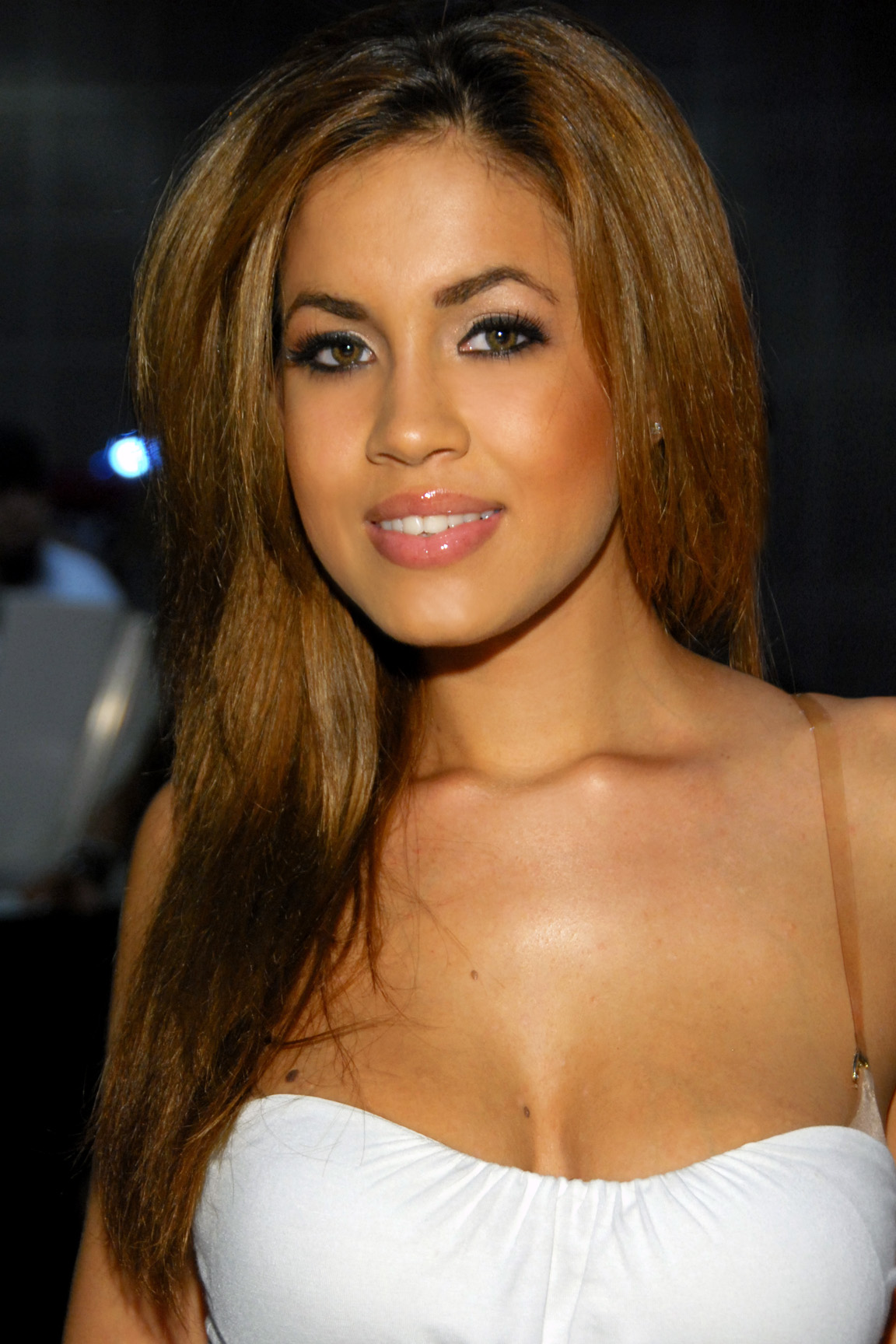
Isis Taylor (2010)

Isis Taylor (* 23. Oktober 1989 als Asriela Chava Baker in San Francisco, Kalifornien) ist eine US-amerikanische Pornodarstellerin und Nacktmodel.

## Karriere

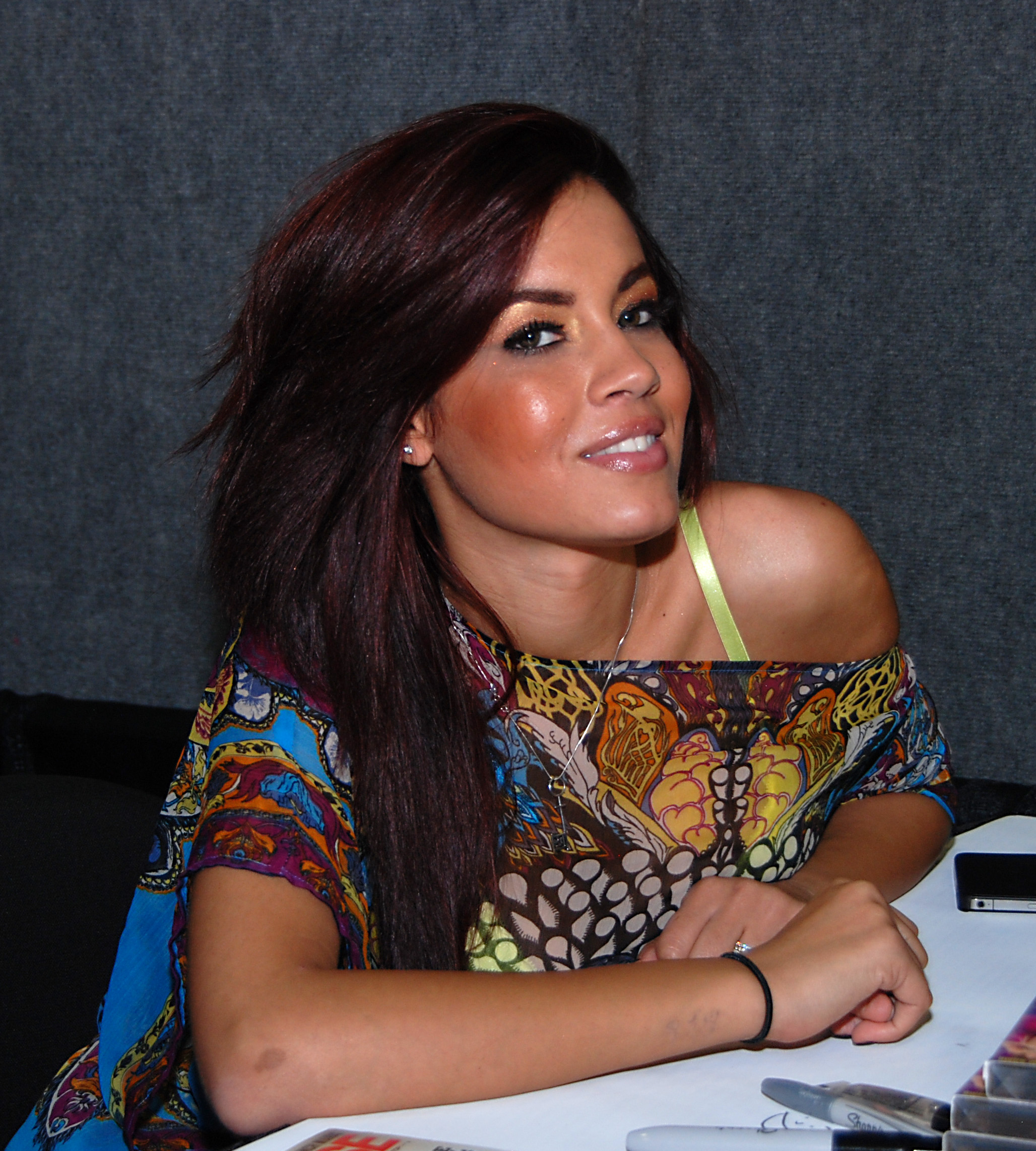
Isis Taylor auf der Exxxotica-Messe in New Jersey (2010)

Isis Taylor hat peruanische, israelische und schottische Vorfahren. Sie begann ihre Karriere im Jahr 2009 im Alter von 19 Jahren und hat in über 230 Filmen mitgespielt (Stand: Juli 2020). Außerdem gibt es von ihr zahlreiche Fotostrecken als Nacktmodel. Seit Mai 2011 hat sie einen Exklusivvertrag bei OC Modelling. Taylor hat für große Produktionsfirmen wie z. B. Hustler, Bangbros, Brazzers, Vivid, Evil Angel und Digital Playground gearbeitet. Sie macht sowohl Boy-Girl-Szenen, als auch Solo- und lesbische Szenen.
Taylor war unter anderem Hustler Honey. Im September 2010 war sie auf dem Cover des Penthouse und Pet of the Month. Außerdem erhielt sie einen Twistys Thread of the Month. Sie wurde vom Complex Magazin zu den sechs schönsten Adult Models aller Zeiten gewählt. 2011 listete das Magazin Taylor bei ihren „Top 100 Hottest Porn Stars“ sogar auf Platz 2 hinter Tori Black.
2011 stieg ihre Bekanntheit, als bekannt wurde, dass sie sich um die Promotion von Charlie Sheens sozialen Netzwerks kümmern soll. Für diesen Job meldeten sich über 74.000 Personen. Ihre eigene Website betreibt und promotet sie seit Mai 2010.
Im Laufe ihrer Karriere wurde sie mehrere Male für den AVN Award und XRCO Award nominiert. Im Jahr 2010 konnte sie den XFANZ Award in der Kategorie New Starlet of the Year gewinnen.

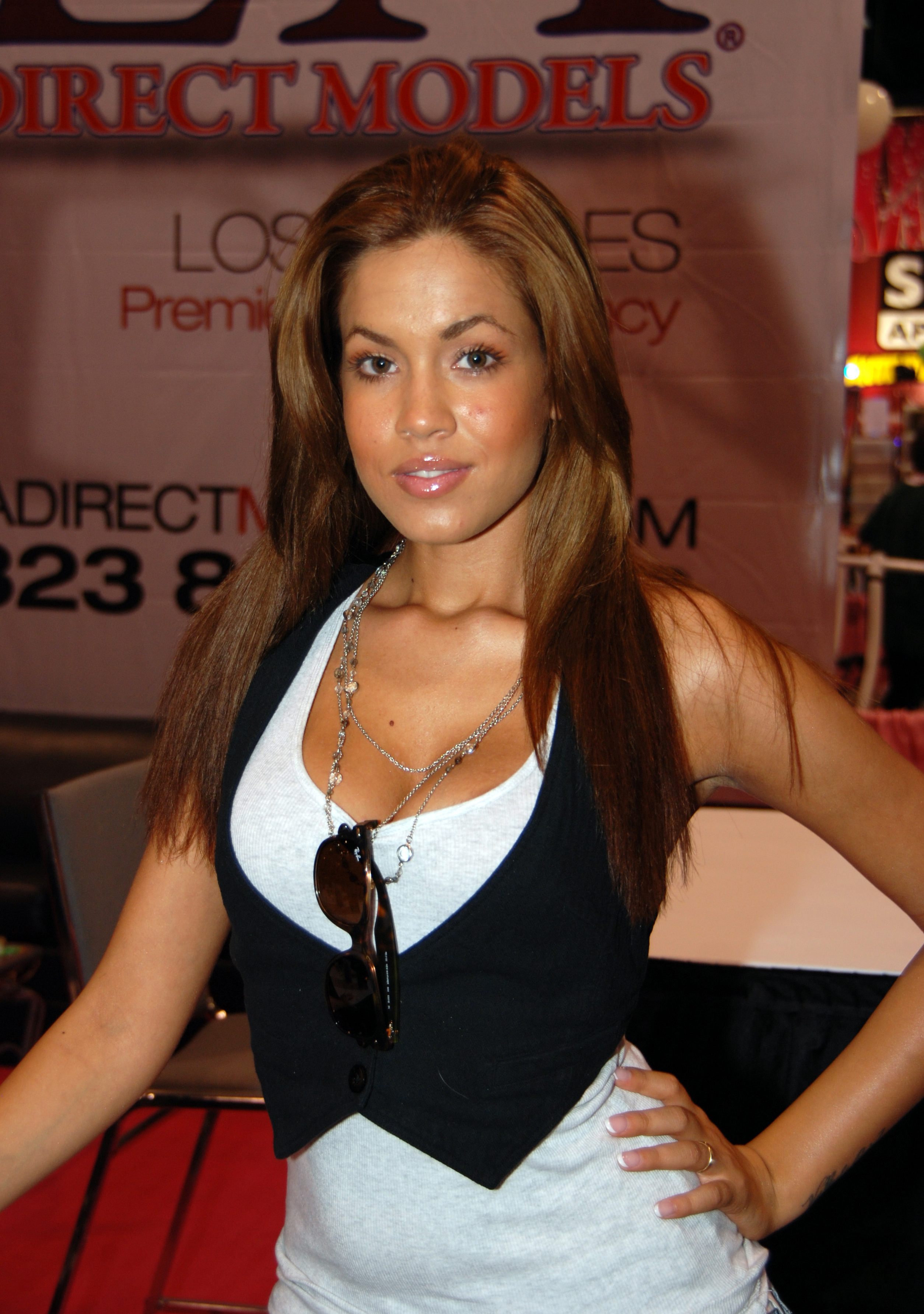
Isis Taylor auf der Exxxotica-Messe in Miami (2010)

## Filmografie(Auswahl)
- Suck It Dry 7
- Slutty and Sluttier 11
- Kittens & Cougars 3
- Barely Legal 98
- Isis Taylor: Shut Up and Fuck Me
- Squirtamania 1
- Friends: A XXX Parody
- Baby Got Boobs 6
- Girls Get Busted
- Men in Black: A Hardcore Parody
- 2013: Big Tits in Uniform 10
- Battle of the Asses 2
- Official The Silence of the Lambs Parody

## Auszeichnungen & Nominierungen
- 2010:  F.A.M.E.-Award-Finalist – Favorite New Starlet[8]
- 2010: AVN-Award-Nominierung – Best POV Sex Scene – Pound the Round POV[9]
- 2010: XRCO-Award-Nominierung – Cream Dream[10]
- 2010: XBIZ-Award-Nominierung – New Starlet of the Year[11]
- 2010: XFANZ-Award-Gewinner – New Starlet of the Year[12]
- 2010: Penthouse Pet September
- 2010: Complex Magazine – 6 Prettiest Adult Model of All Time
- 2011: AVN-Award-Nominierung – Unsung Starlet of the Year[13]
- 2011: XBIZ-Award-Nominierung – Porn Star Site of the Year – IsisTaylorXXX.com[14]
- 2012: AVN-Award-Nominierung – Most Outrageous Sex Scene – Rocco’s American Adventures